# گذرگاه مرزی رازی
مرز رازی یا گمرک رازی خوی در بخش قطور واقع در شهرستان خوی در فاصله ۷۵ کیلومتری شهر خوی و ۵ کیلومتری شهر قطور و در مرز ایران با ترکیه قرار دارد.

## اهمیت استراتژیکی
این مسیر زمینی که به لحاظ مسافت و امنیت راه‌ها (امنیت جاده‌ای و امنیت نظامی) مسیر امنی می‌باشد. کسانی که بنا به دلایل تجاری، ترانزیتی (استفاده از فرودگاه خوی و  فرودگاه فرید ملن) و سیاحتی، قصد سفر به شهر وان ترکیه را دارند، مرز زمینی رازی به لحاظ امنیت و مسافت کوتاه‌تر به وان توصیه می‌شود. این مرز از تاریخ ۱۴۰۲/۱/۹ به صورت ۲۴ ساعته و تمام وقت شده است. این مرز به علت قرار گرفتن در نزدیک روستایی به این نام مسمی گردیده است. اهمیت این مرز به علت وجود خط آهن مهم آسیا و اروپا در آن است؛ که سابقه یک قرنی دارد. نرسیده به مرز رازی وجود خانه‌های سازمانی گمرک و راه‌آهن رازی، که اکنون متروکه شده‌اند خود بیانگر این نکته است که چه برنامه‌ریزی خاصی برای توسعه آن شده بود
پایانه مرز رازی خوی
پایانه رازی یکی از بزرگ‌ترین پایانه‌های مرزی کشور است که در سه طبقه شامل طبقه اول مخصوص ورود و خروج مسافران، طبقه دوم مخصوص ترانزیت و طبقه سوم قسمت اداری احداث می‌شود. و تا تیرماه سال ۱۴۰۰ به بهره‌برداری خواهد رسید
پایانه مرز رازی گلوگاه مهم اقتصادی و تجاری کشور و منطقه است و باهدف افزایش تجارت ایران با ترکیه به مبلغ ۳۰ میلیارد دلار، این پایانه احداث و عملیات تعریض جاده خوی به قطور و رازی نیز آغاز شده است.

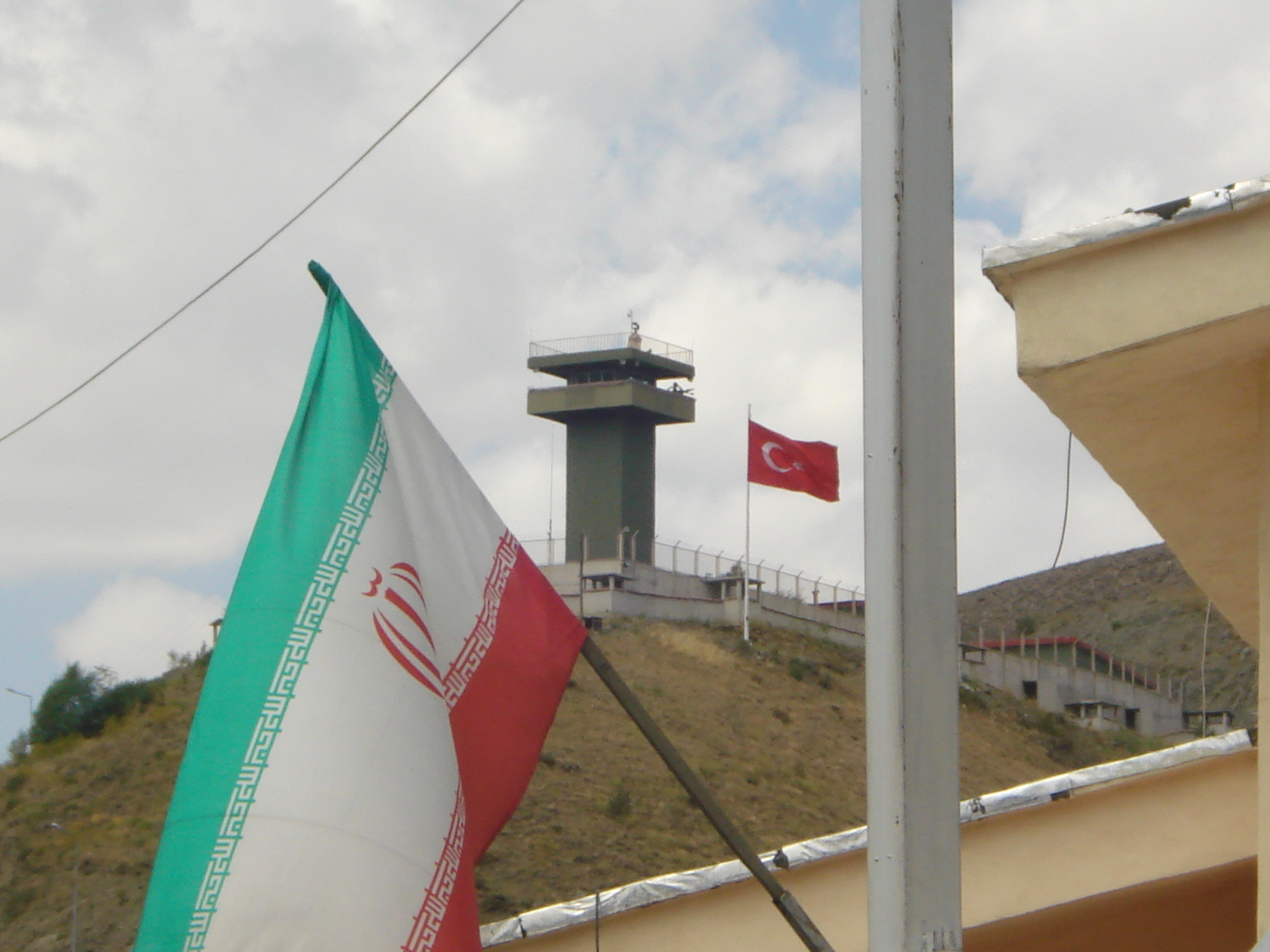
مرز رازی پرچم دو کشور

### ایستگاه راه‌آهن رازی خوی
یکی از نواحی چهارده‌گانهٔ راه‌آهن ایران است. در مسیر تهران ایستگاه رازی خوی پل قطور که بزرگ‌ترین پل راه‌آهن خاورمیانه است در مسیر راه‌آهن ایران و ترکیه در نزدیکی خوی ساخته شده است.
شرکت راه‌آهن جمهوری اسلامی ایران در راستای توسعه حمل و نقل ریلی، قطار تهران-آنکارا را با همکاری راه‌آهن ترکیه در سال ۱۳۸۰ راه‌اندازی کرد. این قطار دوشنبه شب از تبریز عازم و صبح روز سه شنبه وارد شهر وان در ترکیه می‌شود. این قطار روز ۴ شنبه ساعت ۲۲:۱۵ تهران را به مقصد آنکارا ترک کرده و پس از عبور از ایستگاه زنجان، تبریز، سلماس وارد ایستگاه مرزی رازی خوی ساعت ۱۴:۴۵ می‌شود در ایستگاه رازی تشریفات گمرکی و کنترل گذرنامه‌ها انجام می‌شود سپس قطار در ادامه مسیر پس از طی ۳ کیلومتر در ساعت ۱۷:۴۰، در ایستگاه مرزی کاپیکوی در ترکیه برای بررسی گذرنامه‌ها و گمرک توسط مأموران این کشور متوقف می‌شود. قطار پس از طی ۱۰۷ کیلومتر وارد ایستگاه وان می‌شود و در اسکله وان مسافران سوار کشتی دو طبقه (فری بوت) شده و پس از ۵ ساعت مسافرت با کشتی بر روی دریاچه وان به ایستگاه تات وان رسیده و پس از طی ۱۳۳۰ کیلومتر سفر خود را با قطار ترکیه تا آنکارا ادامه می‌دهند و در ساعت ۱۰ شنبه به آنکارا می‌رسند.
امنیت جاده و مرز رازی خوی
از نظر امنیتی شهرستان خوی و پایانه مرزی رازی از جمله امن‌ترین مرزهای منطقه و کشور می‌باشد و از این نظر نسبت به سایر مرزها و راهای ارتباطی به استان وان ترکیه اولویت دارد.

## توسعه جاده خوی - رازی
عملیات اجرایی تعریض و بهسازی و ارتقاء این جاده از فرعی درجه دو به اصلی درجه یک، به صورت رسمی در بهمن ماه سال ۱۳۹۷، همزمان با سفر معاون وزیر راه و شهرسازی به خوی آغاز شده است.
== موقع
یت گمرک ==
مرز ورودی ترکیه به نام روستای نزدیک مرز کاپی کوی نام‌گذاری شده است. از مرز رازی تا شهر وان ۹۰ کیلومتر می‌باشد. مرز رازی حد وسط کوه‌های بلند نقطه مرزی است. دقیقاً جایی که معبر میان دو کوه بزرگ در مرز است، به عنوان گمرک مشخص گردیده است.

## تاریخچه مرز
تا قبل از جنگ چالدران شهرهای وان تا دیار بکر از اراضی ایران بود؛ که پس از شکست ایران در جنگ چالدران این مناطق از ایران جدا شده و جزو قلمرو امپراتوری عثمانی محسوب گردیدند. به علت دوستی شدید و عقاید مشترک سیاسی بین آتاترک و رضا شاه، هر دو رهبر مصمم به ارتقای روابط سیاسی و اقتصادی خود گردیدند. فلذا راه‌آهن ایران را رضا شاه به راه‌آهن ترکیه از طریق مرز رازی متصل نمود. در اردیبهشت سال ۱۳۱۳ خورشیدی رضا شاه از مسیر راه‌آهن رازی بازدید و پل هوایی قطور بزرگ‌ترین و طولاً نی‌ترین پل هوایی خاورمیانه را افتتاح نمود تا با تکمیل آن به‌طور عملی پروسه راه‌آهن ایران به اروپا تکمیل شود. در مسیر سر سبز جاده قطور، چشم‌اندازهای بسیار زیبایی از تونل‌های خط آهن به چشم می‌خورد. آخرین روستای ترک نشین ایران روستای چاوشقلی در فاصله ۱۰ کیلومتر خوی می‌باشد. این تقسیم‌بندی مرزی بر اساس قومیت کرد و ترک پس از جنگ چالدران صورت گرفته است.

## تصاویر مرز رازی خوی- کاپی کوی وان
برای دیدن عکس‌ها به شکل واقعی عکس را انتخاب کرده و در صفحه دیگر باز کنید و بعد برای بزرگتر دیدن آن روی عکس کلیک نمائید.

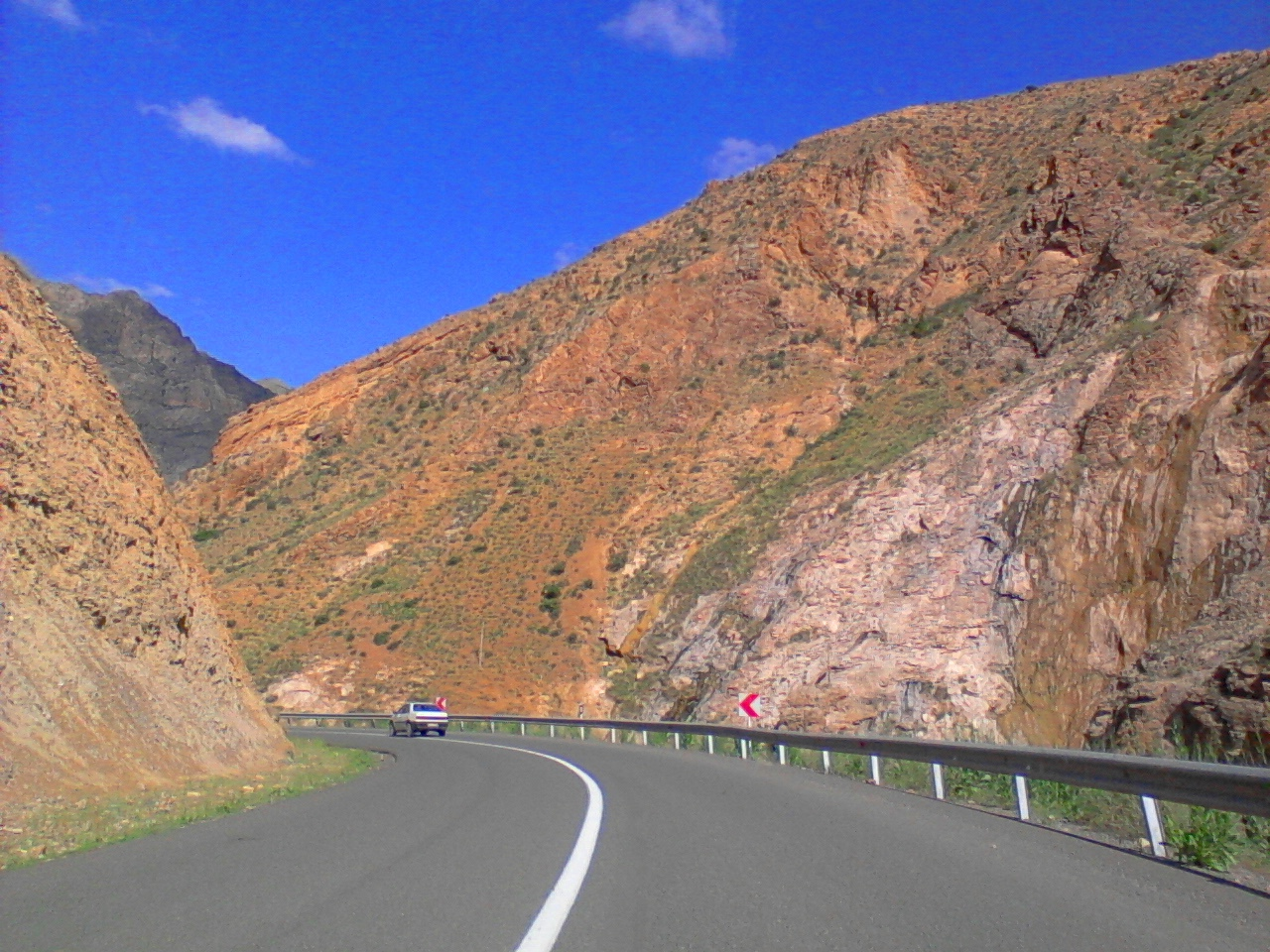
جاده مرز رازی خوی۱
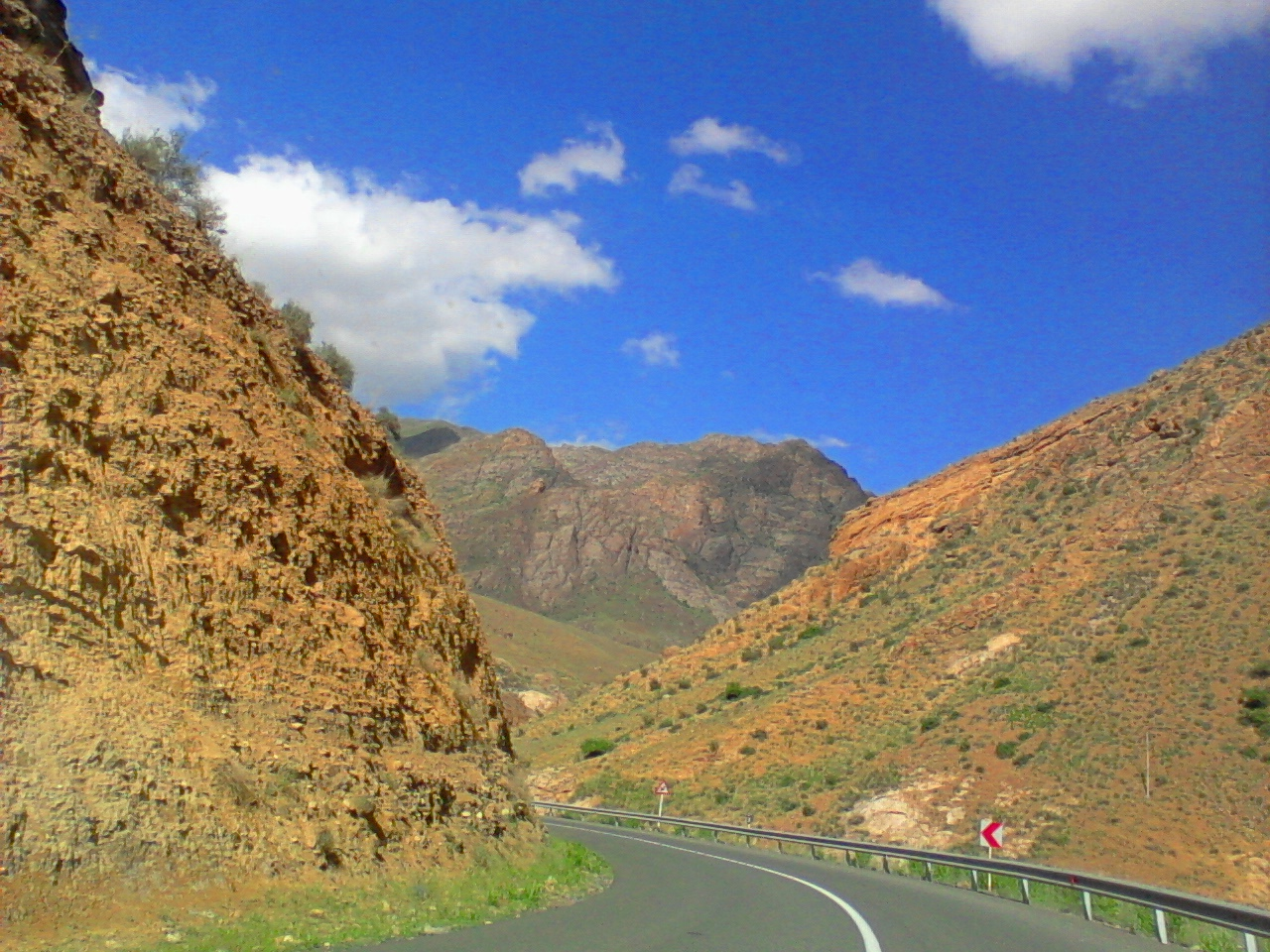
جاده مرز رازی خوی۲
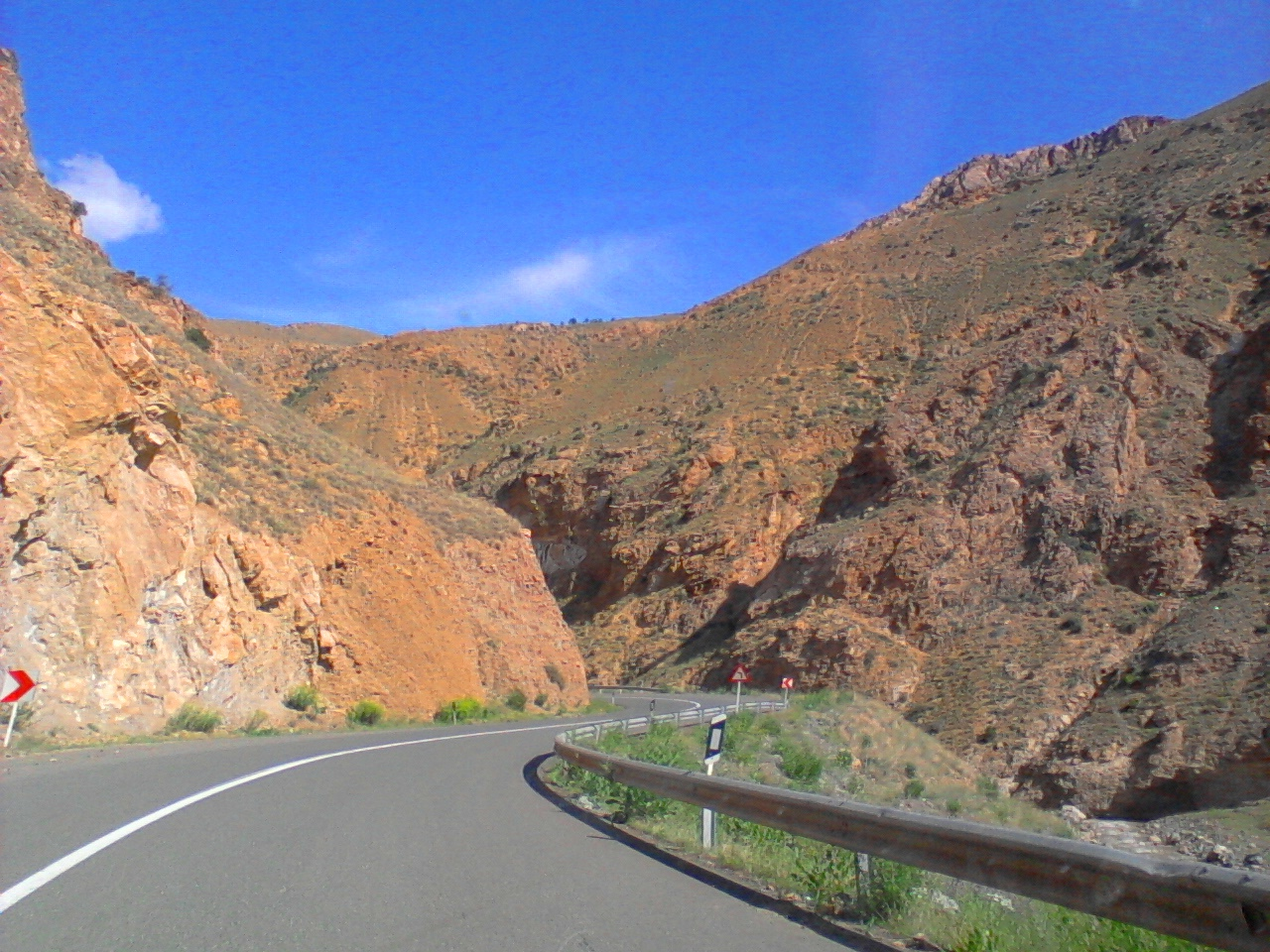
جاده مرز رازی خوی۳
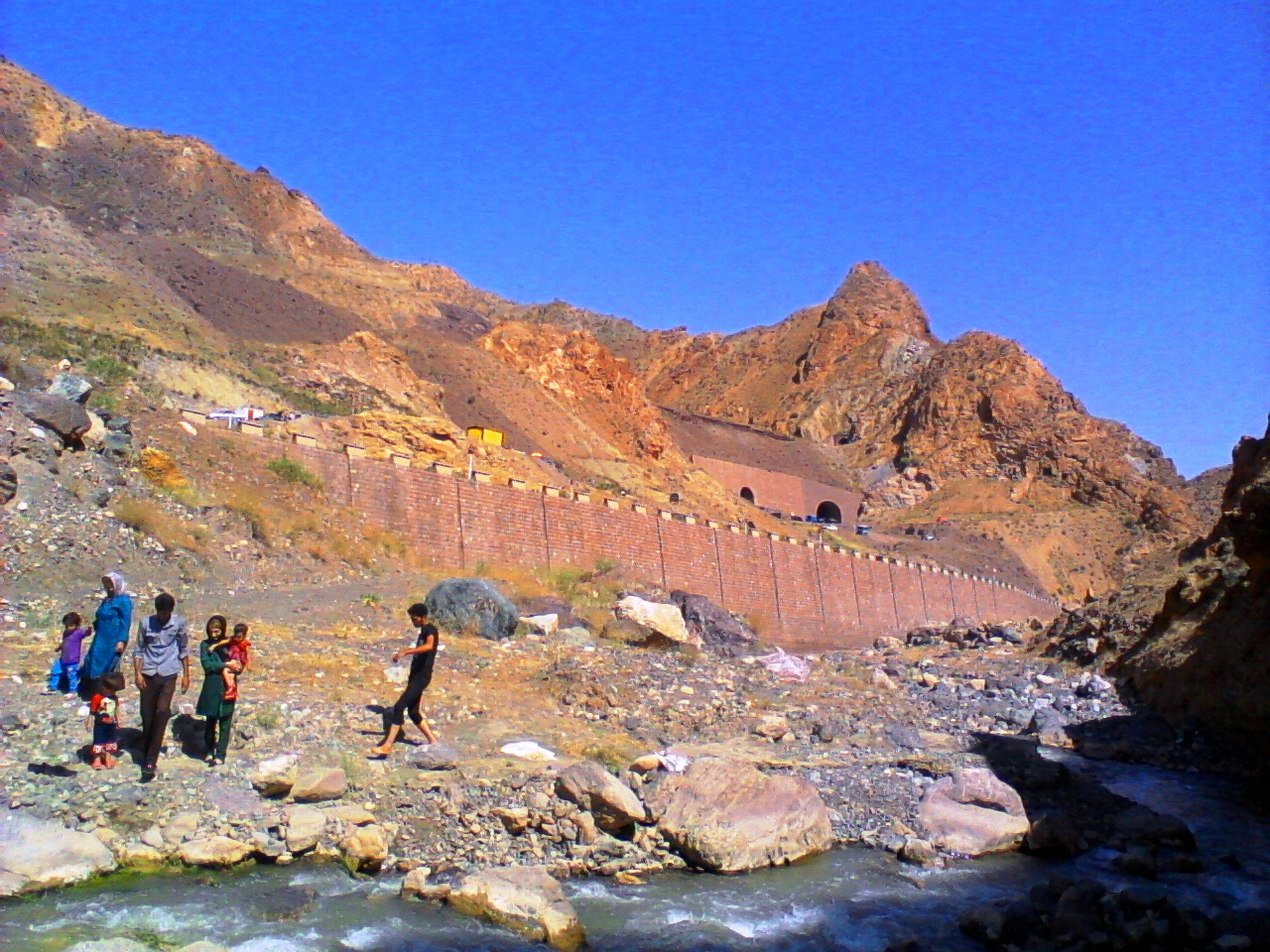
قطور چایی
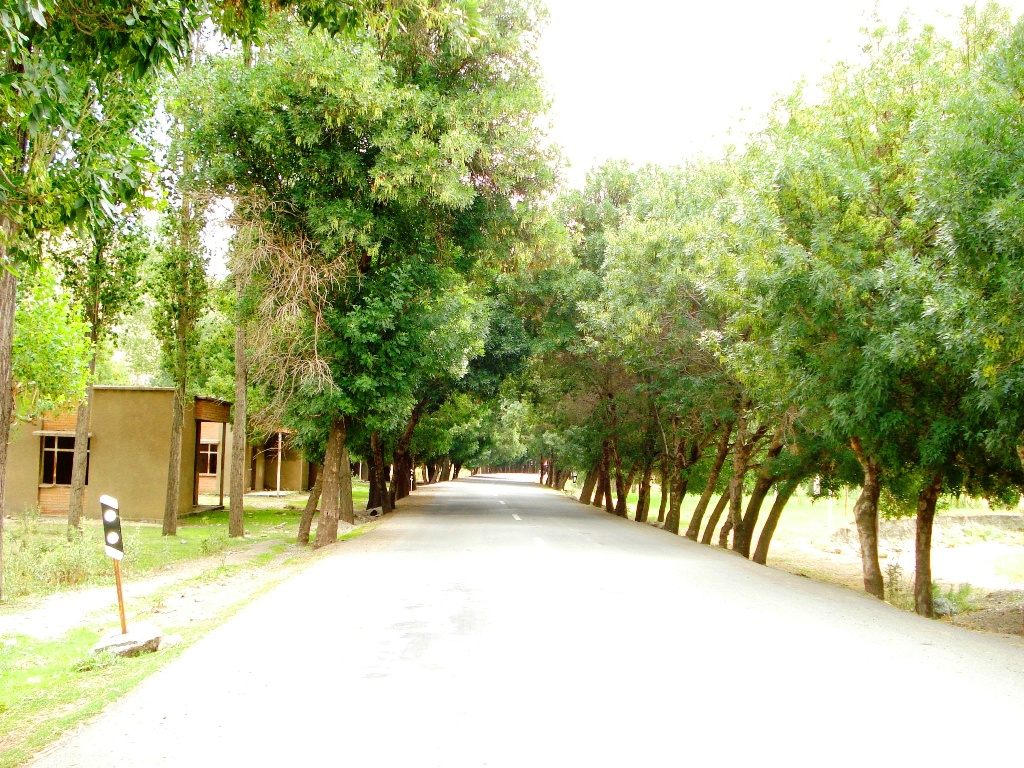
خانه‌های سازمانی راه‌آهن
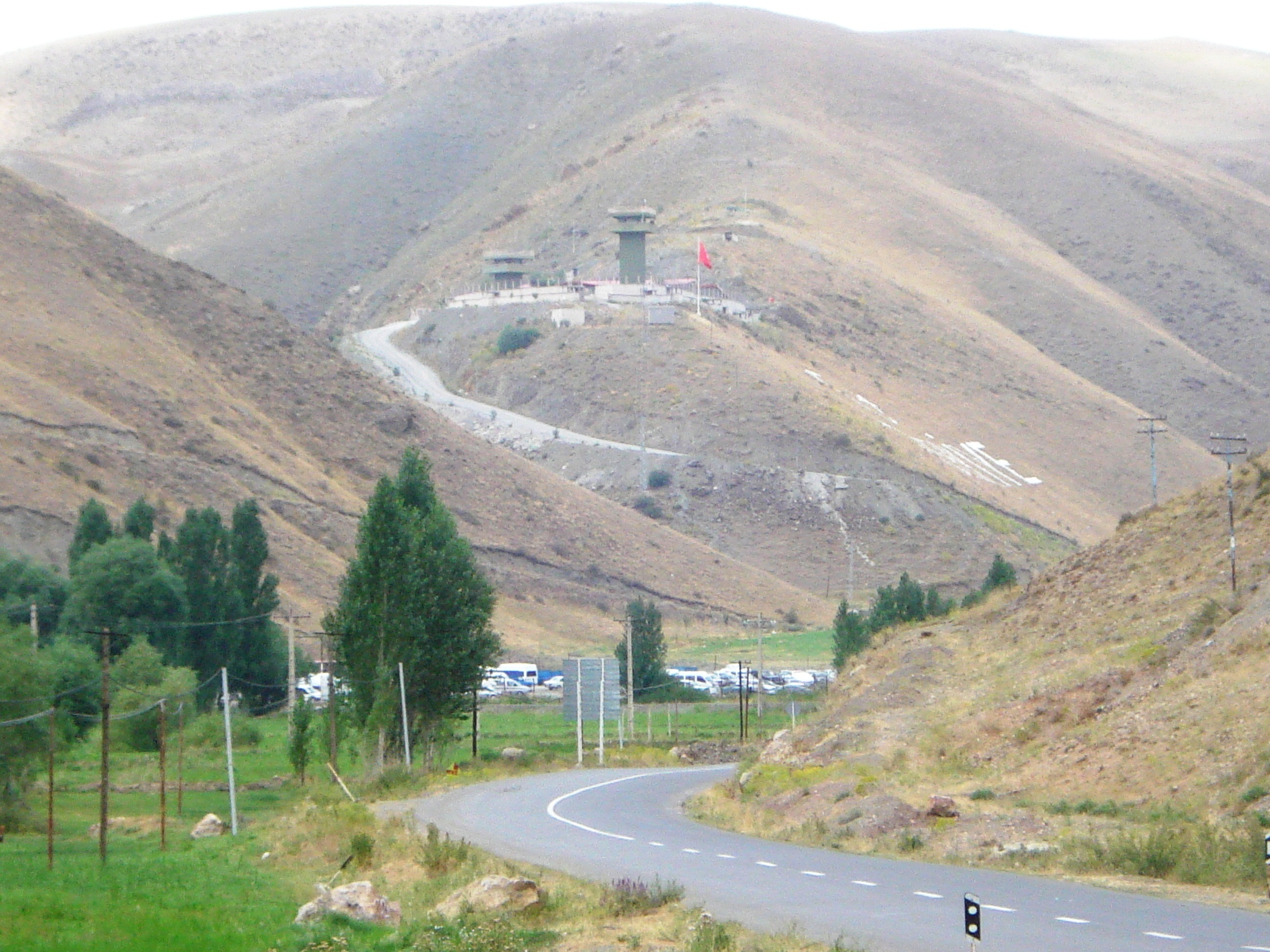
جاده رازی
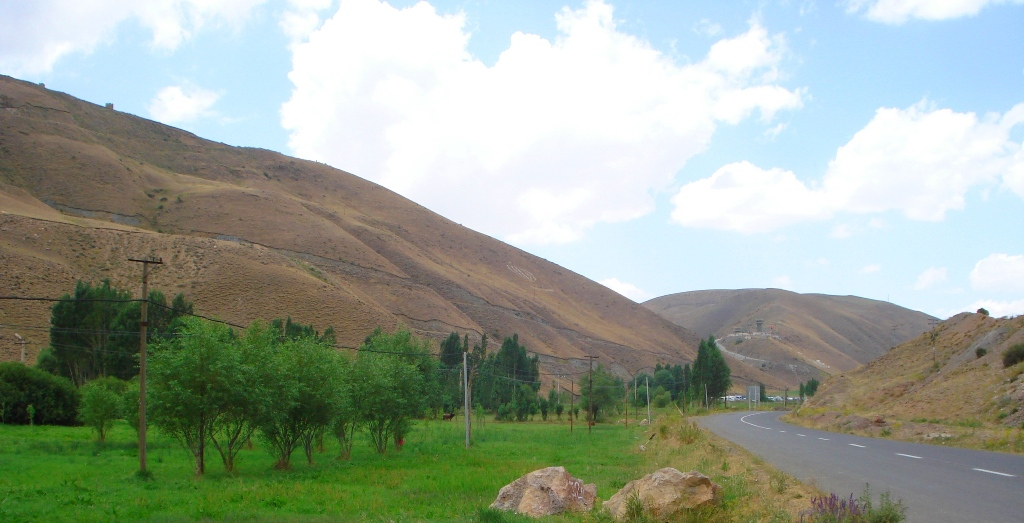
جاده رازی خوی
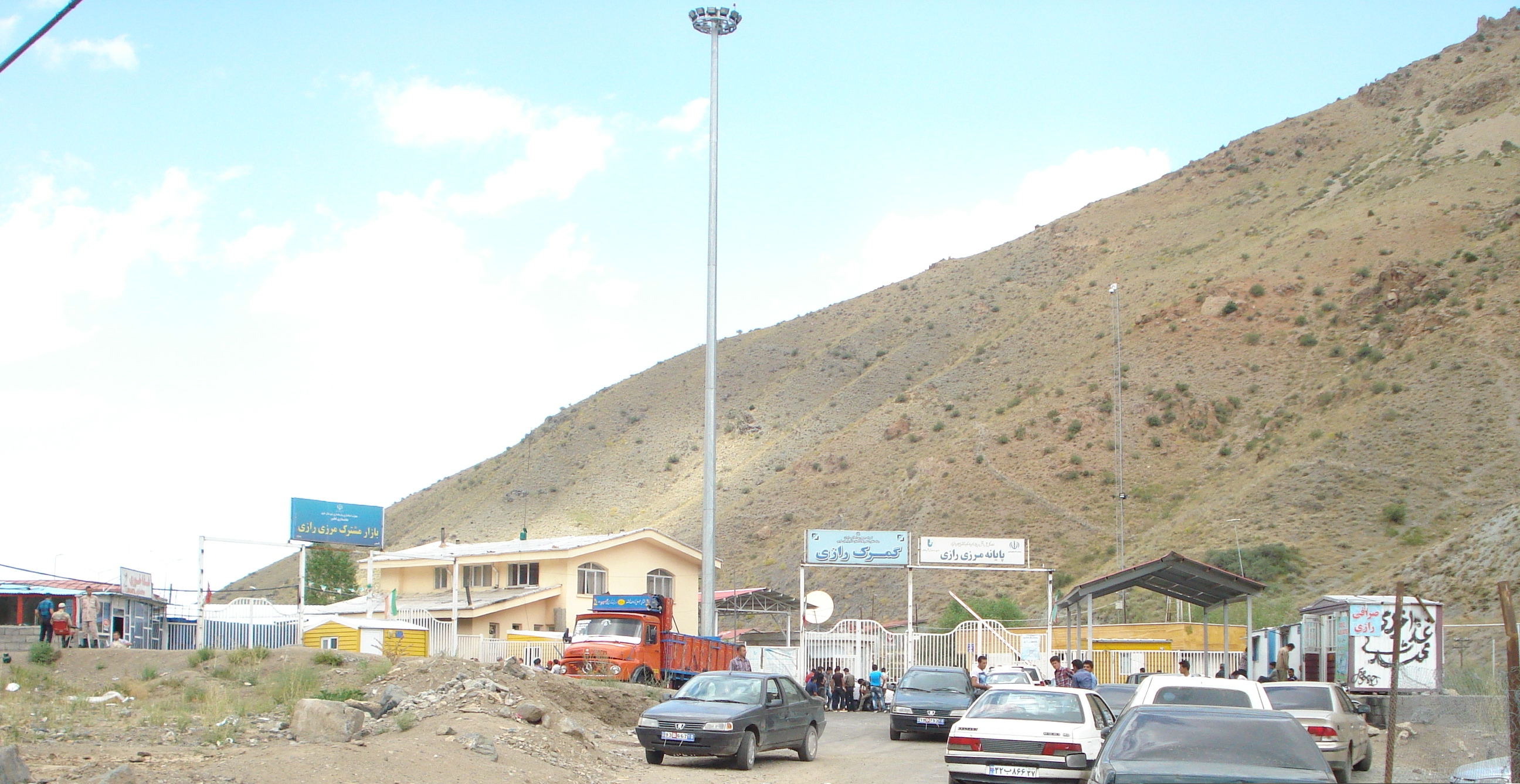
نمای کلی مرز رازی
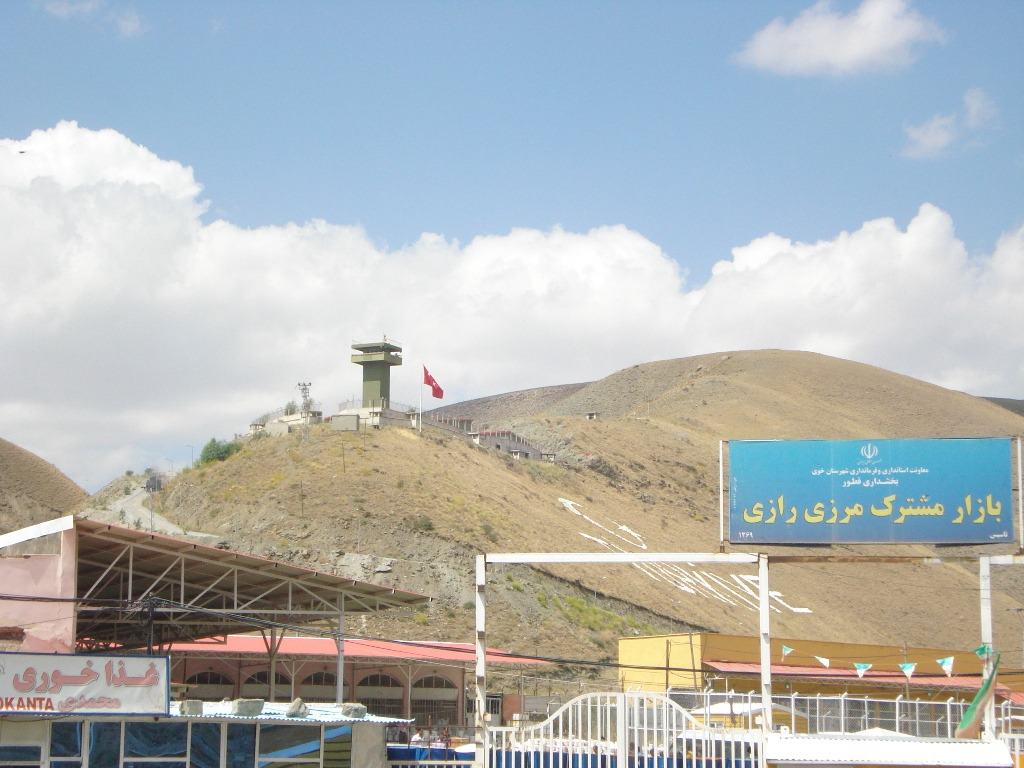
درب بازار رازی
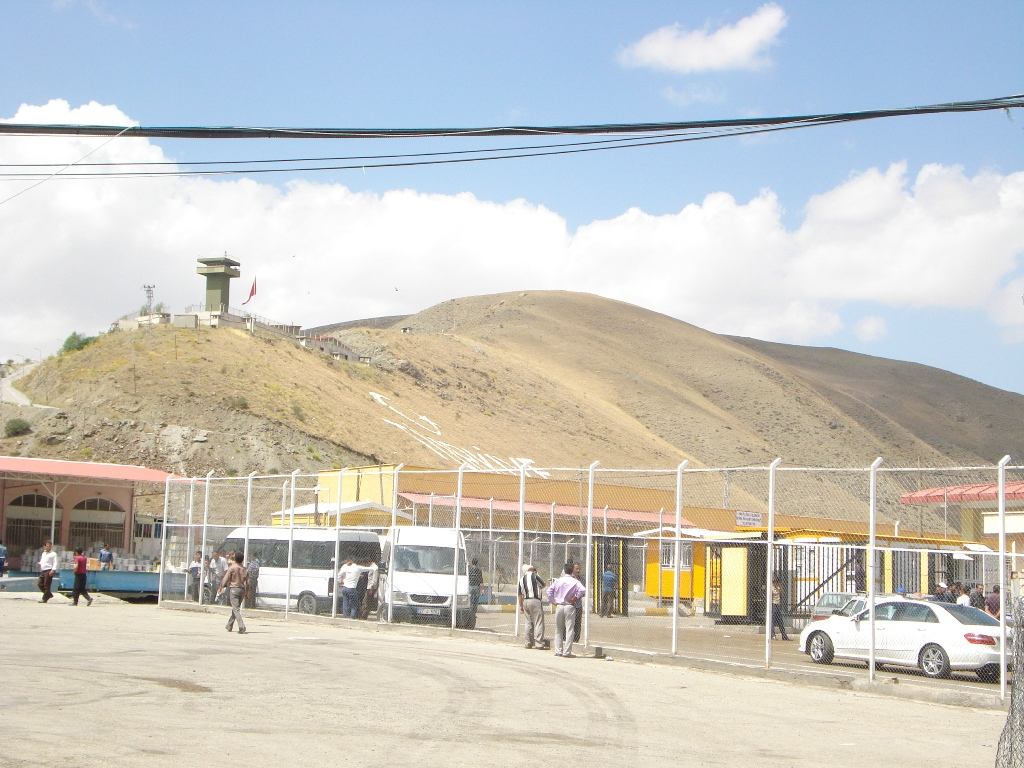
بازار رازی
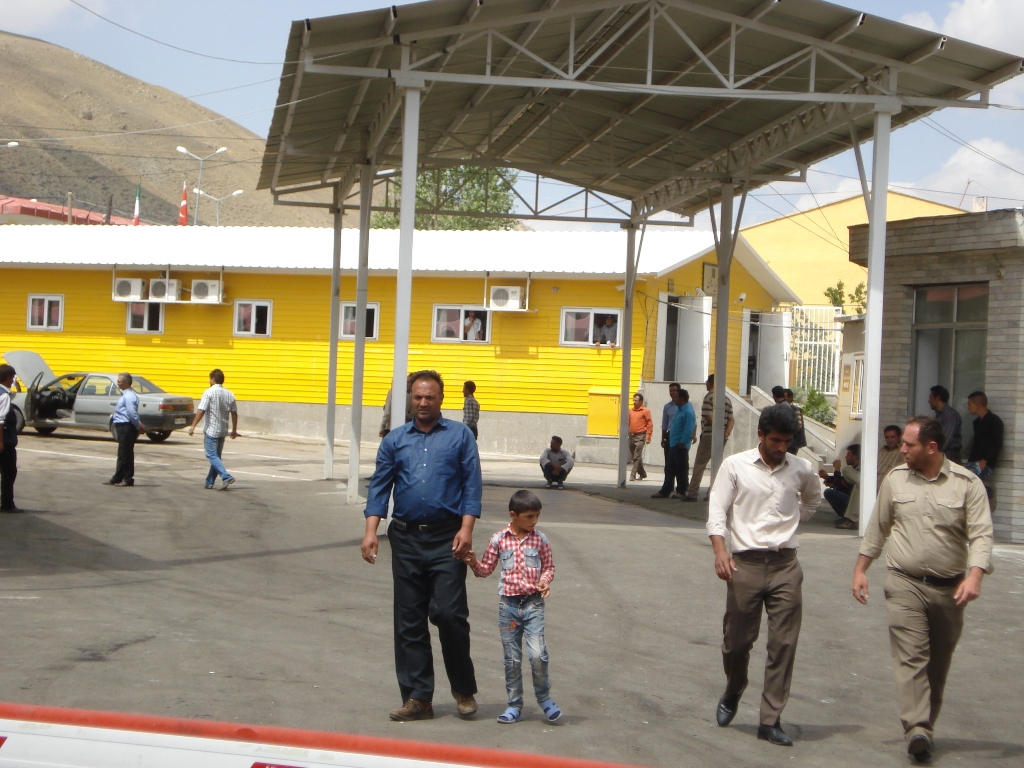
حیاط مرز رازی
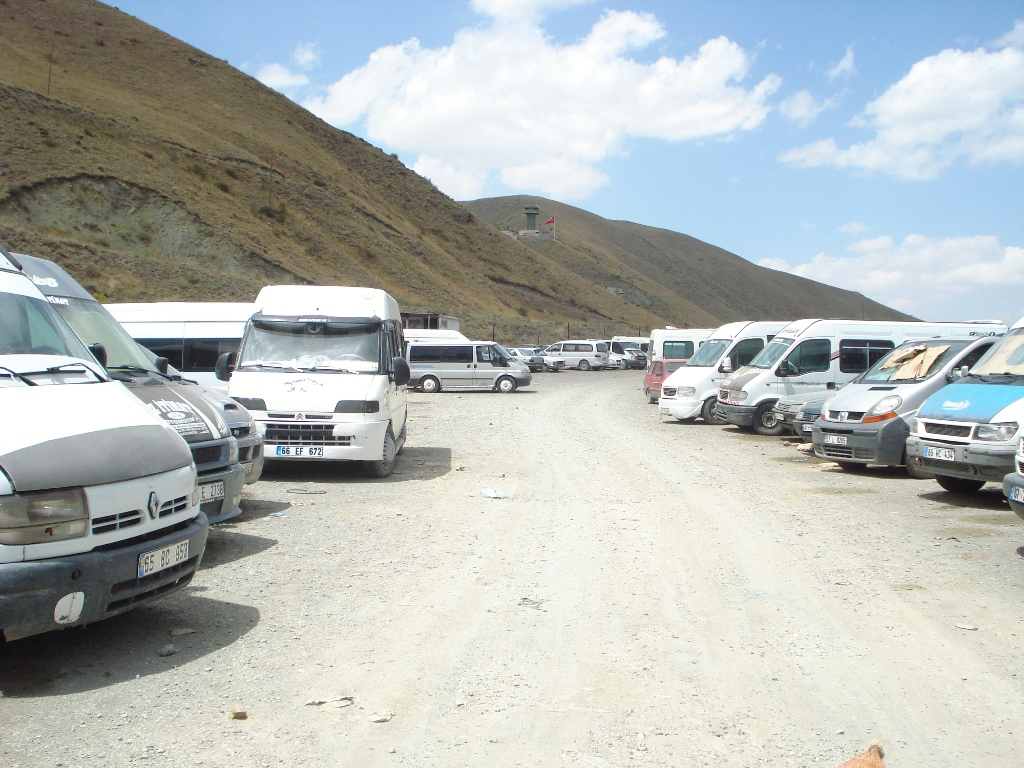
پارکینگ مرز رازی